# Diavolul deșertului
Diavolul deșertului  (titlul original: în arabă شيطان الصحراء, transliterat: Shaytan al-Sahra) este un film de aventuri egiptean, realizat în 1954 de regizorul Youssef Chahine, protagoniști fiind actorii Omar Sharif, Tewfik El Dekn, Mariam Fakhr Eddine, Abdel Ghani Kamar. 

## Distribuție
- Omar Sharif
- Tewfik El Dekn
- Mariam Fakhr Eddine – Dalal
- Abdel Ghani Kamar
- Lola Sedki
- Reyad El Kasabgy
- Hamdy Gheith
- Aziza Helmy
- Adly Kasseb
- Ferdoos Mohammed
- Salah Nazmi